# Trigonosciadium komarovii
Trigonosciadium komarovii är en flockblommig växtart som först beskrevs av Ida P. Mandenova, och fick sitt nu gällande namn av Sophia G. Tamamschjan. Trigonosciadium komarovii ingår i släktet Trigonosciadium och familjen flockblommiga växter. Inga underarter finns listade i Catalogue of Life.